# 平路
平路（1953年6月17日—，本名路平），生於高雄市鼓山區，籍貫山東諸城，臺灣著名華文作家，以小說見長，創作素材包括政治、情愛、權力、歷史、知識體系等；亦以文化和社會評論聞名，關心面向及於社會、文化、性別、政治、人權等議題。曾獲「國家文藝獎」、「台灣文學獎」、「金鼎獎」、「吳三連獎」、「聯合報小說獎」、「時報散文獎」、「時報劇本獎」等多項榮譽。

## 簡介
1971年平路就讀於國立臺灣大學心理系，畢業後出國進修，拿到美國愛荷華大學教育統計系的獎學金，半年後又轉數學系，最後取得數理統計碩士。四年修完博士學位的課程後進入職場。
曾任職美國郵政總署、美國經濟與工程研究公司資深統計師，1982年底開始業餘寫作，1983年即以〈玉米田之死〉獲得《聯合報》短篇小說獎首獎，1989年又以〈台灣奇蹟〉再次獲得同一獎項。平路並獲得「時報散文獎」與「時報劇本獎」。
1990年 返台工作半年，擔任《中時晚報》主筆與研究室主任，後曾為《中國時報》「人間副刊」、《天下》、《新新聞》、《聯合文學》、《聯合報》「名人堂」、自由時報》「自由共和國」、《台灣蘋果日報》「蘋中信」撰寫專欄。另曾在台灣大學新聞研究所與台北藝術大學（國立藝術學院）藝術管理研究所任教，並曾任中華民國無任所大使（2001）。
2003年到2010年間，曾到香港擔任光華新聞文化中心主任。在任期間籌辦「台灣月」，為香港每年一度的城中盛事。曾為香港報刊，譬如《南華早報》、《明報》等撰寫專欄。
2004年9月，平路以作家身分參加北京國際圖書博覽會。
2007年起，於不同年度陸續在大專院校擔任駐校作家，包括元智大學、中國醫藥大學等；2019年4月擔任香港大學中文學院駐校作家。
2015年，擔任華文朗讀節的「2015焦點作家」，當年十二月，第二屆「全球華文作家論壇」中設有「平路論壇」。
2015年12月，平路以2013年震驚社會的八里雙屍案為靈感，發表長篇小說《黑水》，得到文壇高度關注。新書發表會時，事件關係人也到場支持。
2015年9月14日成為財團法人中央廣播電臺第七屆董事長，2019年續任為第八屆董事長。在任期間，多次率領央廣團隊前往泰國、日本、斯洛伐克、德國、莫斯科、阿根廷等世界各國辦理聽友見面會、與當地電台交流，以及簽署合作協議，國際交流與推廣成果斐然。
2018年《袒露的心》獲得第42屆金鼎獎文學圖書獎。
2019、2021年平路分別獲邀擔任香港書展名作家系列講座主講人，舉辦講座與朗讀會。
2020年11月出版《間隙：寫給受折磨的你》，並以此書獲得2021臺灣文學獎金典獎，平路的得獎感言：「寫作是一種修行、修煉，經過病痛明白了閱讀和寫作幫我渡過難關。生命無常，如果可以把支離破碎的字跡放到作品中是多好的事」。
2021年平路獲得第22屆「國家文藝獎」，並在同年獲選金石堂「風雲作家」。
2022年平路獲選為《文訊》「21世紀台灣大眾文學代表作家」之一。
2024年，平路出版睽違十多年的歷史小說力作《夢魂之地》，集結前作《東方之東》、《婆娑之島》合稱為「平路台灣三部曲」，寓言式探索島嶼命運與國族記憶。繼《行道天涯》、〈百齡箋〉後，再次深入政壇人物內心，揭示普世之成長創痛，啟動理解的開端。
7月，中東歐著名文學活動「作家閱讀月」以台灣為主題國盛大開展，平路受邀至捷克朗讀「歧路家園」。；8月，平路受邀參加法蘭克福書展，在International Stage主題講座談台灣文學；10月，德國出版台灣文學新譯作《原住民與奸細—當代台灣短篇小說選集》，收錄平路短篇小說「虛擬台灣」，於柏林舉辦新書分享會，由平路與譯者馬海默共同朗讀。
11月，以《夢魂之地》獲2024年度臺灣文學金典獎「年度大獎」。 11月8日，獲選台灣大學理學院第一屆傑出校友，當屆五位校友除了平路，還有蔡清彥、王寶貫、陳永森、周華健。

## 家庭
平路的父親路君約為台灣心理學家，畢生致力於推動心理測驗，大伯父路景韶為國民黨籍並曾任地方議長，1952年因地主身分及國民黨籍遭共產黨公開槍斃。二伯父路友於為報社編輯，於1927年因國民黨左派身分被張作霖抓捕並問吊於北平。

## 榮譽
- 2016年，獲得吳三連獎之文學獎。

- 2018年，《袒露的心》獲得金鼎獎。

- 2021年，獲得第22屆國家文藝獎。

- 2021年，《間隙》獲得金典獎。

- 2024年，《夢魂之地》獲得金典獎之年度大獎。

- 2024年7月，受邀參加「中歐朗讀月」活動，在捷克與斯洛伐克等國的四個城市，朗讀短篇〈歧路家園〉。

- 2024年10月，受邀參加法蘭克福書展，在國際場主題講座談台灣文學。

## 作品

### 長篇小說
- 《椿哥》（聯經出版社，1986；印刻，2002年重出）
- 《行道天涯》（聯合文學，1995）
- 《何日君再來》（印刻出版社，2002）
- 《東方之東》（聯合文學，2011；木馬文化，2024年重出）
- 《婆娑之島》（商周出版社，2012；木馬文化，2024年重出）
- 《黑水》（紙本版／聯經出版社；電子版／群星文化，2015）
- 「平路台灣三部曲．三」《夢魂之地》（木馬文化，2024）

### 短篇小說集
- 《玉米田之死》（聯經出版社，1985.08；印刻出版公司，2003.11重出）
- 《五印封緘》（聯合文學出版社，1988.04；印刻出版公司，2004.01重出）
- 《捕諜人》(與張系國合著)（洪範出版社，1992.10）
- 《禁書啟示錄》（麥田出版社，1997.05）
- 《百齡箋》（聯合文學出版社，1998.03；2009.07二版）
- 《紅塵五注》（皇冠出版社，1989.07；聯合文學出版社，1998.03重出）
- 《凝脂溫泉》（聯合文學出版社，2000.05；2009.11二版）
- 《蒙妮卡日記》（聯經出版公司，2011.02；2022.09重出時光典藏版）

### 散文集
- 《巫婆之七味湯》（聯合文學出版社，1999）
- 《我凝視》（聯合文學出版社，2002）
- 《讀心之書》（聯合文學，2004）
- 《平路精選集》（九歌出版社，2005）
- 《浪漫不浪漫》（聯合文學，2007）
- 《香港已成往事》（牛津出版公司，2009）
- 《袒露的心》（時報出版，2017；2021.12推出有聲書，由平路親聲朗讀）
- 《間隙：寫給受折磨的你》（時報出版，2020；2021.11推出有聲書，由平路親聲朗讀）

### 評論集
- 《到底是誰聒噪》（當代出版社，1988）
- 《在世界裡遊戲》（圓神出版社，1989）
- 《非沙文主義》（唐山出版社，1991）
- 《女人權利》（聯合文學，1998）
- 《愛情女人》（聯合文學，1998）

### 劇本
- 《是誰殺了ＸＸＸ》（圓神出版社，1990）。

### 海外出版
作品翻譯成多國文字。《行道天涯》與《何日君再來》都有各種外文譯本。
《行道天涯》英文版名為"Love & Revolution--A Novel About Song Qingling and Sun Yat-Sen"，由Columbia University Press於2006年出版。法文版名為 "Le dernier amour de Sun Yat-sen"，並有日文、韓文、捷克文等版本。在紐約書評上由林培瑞（Perry Link）撰寫專文介紹。
《黑水》已售出韓文版權，2017 年由韓國現代文學出版社（Hyundae Munhak）出版。俄文版在2019年出版，俄文版名為"ТЁМНАЯ РЕКА"，在第21屆莫斯科Non-fiction國際書展代表台灣的作品之一。
短篇小說集如《玉米田之死》、《蒙妮卡日記》也有多種外文譯本。
短篇小說〈虛擬台灣〉"Virtuelles Taiwan" 收入德文《當代台灣短篇小說選集》(Von Berglern und Geheimagenten)，德文譯者馬海默（Marc Hermann）。
小說、散文與評論作品收入國內各選集。並收入 Oxford University Press 出版的 "DEATH IN A CORNFIELD and Other Stories from Contemporary Taiwan"以及日本國書刊行會出版的《台北Taipei Stories》等。

### 數位出版
在一次與電子書平台群傳媒執行長龐文真的對談之中，平路提到她認為「電子書最有趣的就是它的延展性，那是無限的想像空間。」 並提到「與此同時，作家更必須努力維持原本獨立的創作空間，以更有力的文字力量，來抵抗被其他感官體驗所取代的危機。」
而平路至今已有超過20部作品以電子書出版，包含長篇小說《夢魂之地》、《婆娑之島》、《東方之東》、《何日君再來》、《行道天涯》、《黑水》；短篇小說集《蒙妮卡日記》、《凝脂溫泉》、《紅塵五注》；散文集《浪漫不浪漫》、《巫婆之七味湯》、《袒露的心》、《間隙：寫給受折磨的你》；評論集《愛情女人》、《女人權利》等。

## 評論
研究平路小說者眾多，其中：
- 王德威認為平路創作的方式多樣，但她一直對台灣充滿關懷。在平路的作品中，最值得探尋的線索是如何想像或銘記台灣的經驗。平路認為「書寫」台灣已成為一種明顯趨勢，淚水與喧囂經常成為重塑歷史和控訴不義的主要手段。當許多人專注於挖掘歷史中的黑洞時，平路採用了「向前看」：以台灣的未來為基礎，用未知的想像詮釋既定的已知事實。」[28]

- 陳芳明認為在平路的描寫中，女性角色總是帶著多面的文化意義。在平路的小說中，沒有太多例外得面對歷史上的種族優越論、階級優越論、性別優越論。她的作品總是試圖挑戰由男性所建立起的秩序，也讓過去帝國的威信遭到評判，進而破外了既有的價值體系。」[29]

- 范銘如主張平路一直以來被評論家讚譽既理性又感性，可以多變得在政治、科幻、偵探、後設小說等不同小說中遊走。題材多元，技巧多樣，兼具男作家議論公領域的宏觀以及女作家私生活的細微觀察。從富有變化性的題材中，可以看到平路長久以來的關注，喜歡注意目光邊界的灰暗處，難以被注視的細節。[30]范銘如並在〈東方未晞，雞鳴不已─論「平路台灣三部曲」〉中提到，平路擅長以多變實驗性的形式挑戰宏大敘事和社會議題的名聲更甚於女性書寫，也是台灣作家中寫過最多歷史名人，向來不著重於月旦人物，而是自紛亂駁雜的時空情境裡抽絲剝繭出人心人性。[31]

- 邱貴芬認為平路的小說有幾個特色：擅於利用現實世界的事件或是知名人物的相關媒體報導與文獻，以小說與歷史共構來編織情節。透過這些特色，讓她的小說在真實與虛構當中擺盪。[32]

- 梅家玲在〈「她」的故事：平路小說中的女性、歷史、書寫〉中表示，平路崛起於八○年代中期，在多數女性作家著力於微觀閨閣情事，張致兩性關係之際，卻以〈玉米田之死〉、〈臺灣奇蹟〉等思辨家國政治的小說，別樹一幟於閨秀文學之外。後來，更進一步以《行道天涯》、《百齡箋》、《巫婆的七味湯》等作品抒發性別與政治的辯證關係，凸顯身為「女」作家的強勢創作姿態。

- 劉亮雅在〈平路《百齡箋》中的性別、書寫和記憶〉一文裡提及平路對數理科技與公共議題的濃厚興趣，以及勇於嘗試不同題材與文類。尤其是小說集《禁書啓示錄》、《行道天涯》、《百齡箋》、《凝脂溫泉》，這些作品開創出了新的寫作可能性。

- 楊勝博在《幻想蔓延: 戰後台灣科幻小說的空間敘事》中，認為《禁書啟示錄》中的〈人工智慧紀事〉是第一篇具有強烈女性意識的台灣科幻小說，可以說是女性意識進入台灣科幻的重要里程碑。[33]。

### 學術論文
- (PDF). 《第一屆中國女性書寫國際學術研討會論文集》，學生書局. 1999,9  [2016-03-11]. （原始内容 (PDF)存档于2016-03-11）.
- . 國立台北教育大學台灣文學研究所碩士論文. 2007  [2016-03-15]. （原始内容存档于2016-03-18）.
- . 台灣師範大學國文教學碩士班論文. 2006.
- . 南華大學文學研究所碩士論文. 2000. （原始内容存档于2016-03-18）.
- . 東吳大學中國文學研究所碩士論文. 2009.
- . 雲林科技大學漢學資料整理研究所碩士論文. 2008.
- . 台灣師範大學中文研究所碩士論文. 2008.
- . 國立台北教育大學台灣文學研究所碩士論文. 2011  [2016-03-15]. （原始内容存档于2016-03-17）.
- . 南華大學文學系碩士論文. 2013.

### 相關報導
- . 關鍵評論. 2015,12  [2016-03-15]. （原始内容存档于2016-03-16）.
- Audrey Ko：〈痛的核心是愛！專訪平路：袒露的心會痛，有過創傷才識得溫柔〉 （页面存档备份，存于）. 女人迷. 2017,5.
- 簡竹書：〈母親曾是一個謎　平路〉 （页面存档备份，存于）. 鏡週刊. 2017,4.
- 藍祖蔚：〈人物專訪》平路用小說挑戰導演——左手寫文章 右手拚文化〉 （页面存档备份，存于）. 自由時報. 2018,4.
- . 康健雜誌. 2017-06-29. （原始内容存档于2018-10-30）.

- . 想想. 2012,9  [2016-03-15]. （原始内容存档于2016-03-17）.
- 范銘如：〈東方未晞，雞鳴不已─論「平路台灣三部曲」〉 （页面存档备份，存于）. 中國時報. 2024,1.
- . 琅琅悅讀. 2024,1  [2024-01-24]. 原始内容存档于2024-05-23.

- 陳國偉：〈歷史的降靈與島嶼的除魅，仍是需要不斷進行的永續工程〉 （页面存档备份，存于）. 關鍵評論網. 2024,2.
- 詹偉雄：〈我們都是⋯⋯三太子眷顧的人！〉 （页面存档备份，存于）. Openbook. 2024,2.
- . 自由副刊. 2024,2  [2024-02-08]. 原始内容存档于2024-03-14.
- . VERSE. 2024,2  [2024-02-06]. 原始内容存档于2024-03-14.

- . 聯合報. 2024,3  [2024-03-16]. 原始内容存档于2024-06-06.

- . 中國時報. 2024,5  [2024-02-08]. 原始内容存档于2024-06-06.